# Euxestonotus pilipterus
Euxestonotus pilipterus är en stekelart som beskrevs av Peter Neerup Buhl 2005. Euxestonotus pilipterus ingår i släktet Euxestonotus och familjen gallmyggesteklar. Inga underarter finns listade i Catalogue of Life.